# ایتاپیکورو
ایتاپیکورو (به پرتغالی: Itapicuru) یک منطقهٔ مسکونی در برزیل است که در باهیا واقع شده‌است. ایتاپیکورو ۳۲٬۲۶۱ نفر جمعیت دارد.